# Sanggyeong
Pour les articles homonymes, voir Shangjing.
Sanggyeong Yongcheonbu (coréen : 상경용천부, ou Shangjing Longquanfu (chinois simplifié : 上京龙泉府p=shàngjīng lóngquánfǔ ; chinois traditionnel : 上京龍泉府) est le nom de la principale capitale du royaume de Balhae de 756 à 785 et de 793 à 926, date de la chute de ce royaume. Elle se trouve près du lac Jingpo au sud de la ville actuelle de Ning'an dans le Nord-Est de la Chine.
Située dans les montagnes, elle était entourée par la rivière Mudan sur trois côtés. Elle est bâtie sur le même plan que Chang'an, la capitale des Tang. 
Sanggyeong avait une muraille extérieure de 17 km formant un carré autour de deux cités internes appelées Gungseong, la ville du palais, et Hwangseong, la cité impériale, qui abritait les institutions gouvernementales. Ces murs étaient en pierre, épais de 2,4 m et entourés par des douves. Ils comportaient dix portes. Cinq rues orientées d'est en ouest et 3 rues allant du nord au sud divisaient la ville en blocs rectangulaires réguliers.
Dans la partie nord de la ville, le palais était entouré d'un mur de pierre long de 1390 x 1050 m ouvert de chaque côté par une porte. Sur un axe sud-nord, cinq grandes halles avaient été construites. Les deux premières étaient les plus grandes et servaient aux cérémonies et aux réunions. Les trois autres faisaient probablement office de lieu d'habitation. Le jardin impérial se trouvait à l'est du palais avec un étang de 20 000 m² et deux pavillons se faisant face.
Elle a été redécouverte par des Japonais dans les années 1930, puis étudiée dans les années 1960 par l'institut d'archéologie de l'académie chinoise des sciences et de nouveau à partir de 1997. Ces vestiges sont classés dans la liste des monuments historiques (1-158) depuis 1961.

## Référence
- Shangjing Longquanfu of Bohai State, ChinaCulture.org.

- (en) Cet article est partiellement ou en totalité issu de l’article de Wikipédia en anglais intitulé « Shangjing Longquanfu » (voir la liste des auteurs).

- (de) Cet article est partiellement ou en totalité issu de l’article de Wikipédia en allemand intitulé « Shangjing Longquanfu » (voir la liste des auteurs).